# Newnham (Northamptonshire)
Pour les articles homonymes, voir Newnham.
Newnham est une paroisse civile et un village du Northamptonshire, en Angleterre.